# Országos Pszichiátriai és Neurológiai Intézet
Az Országos Pszichiátriai és Neurológiai Intézet (rövidítve: OPNI) korábbi nevén Budai Magyar Királyi Országos Tébolyda, majd Országos Ideg- és Elmegyógyintézet nagy múltú, mára megszűnt egészségügyi intézmény Budapest II. kerületének Lipótmező városrészében, a Kis-Hárs-hegy északkeleti lejtőjén. A budapesti köznyelvben a „Lipótmező” kifejezés alatt gyakran magát az intézetet értették.

## Története
Ferenc József rendeletére épült a Hűvösvölgyi út 116. szám alatt, késő romantikus stílusban, Zettl Lajos tervei szerint. Zettl a terveket 1859-re készítette el, Ferenc József azokat 1860-ban jóváhagyta. Az építkezés valószínűleg 1861 körül indult meg, és 1863-ra az épület befejezése tervben is volt. Azonban anyagi okok miatt ez elhúzódott, és csak 1868-ra készült el a komplexum. A korabeli építészeti kritikák egy része erősen túlzónak tartotta a terveket. Szerintük a 63 ezer négyzetméter alapterületű épület egy „fejedelmi kastély tér- és anyagpazarlásával épült”.
A 41 hektáron elterülő intézmény 1868. december 6-án  nyílt meg. Kezdetben 300, majd 500 páciens ápolását tették lehetővé. A második világháború idején 1600 sérültet gyógyítottak a falai között. Az ambuláns ellátással együtt a beteglétszám az ezredfordulóra megközelítette a 2 ezret. A különböző pszichiátriai és neurológiai orvosi kezeléseket jelentős tudományos műhelyként többek között sokrétű munkaterápiai és alkoholmegvonási kutatások egészítették ki.
900 dolgozóval és 849 fekvőbeteg ággyal szűnt meg 2007-ben, 139 évnyi működés után. Az utolsó igazgató, Nagy Zoltán neurológus főorvos így nyilatkozott erről:
„lényegében indoklás nélkül, nagyon brutális módon zárták be az intézményt. Nem gondoskodtak az akkori egészségpolitikusok sem a betegekről, sem a team-ekről. Száznegyven éves szakmai kultúra szűnt meg. A Lipót mindig is vállalta azt az embermentő, gyógyító szerepet, amely több volt, mint egy pszichiátriai és neurológiai osztály: egy időben volt idegsebészete, nagyszerű röntgenrészlege és világhírű neuropatológiája. Mindez a szakmai gazdagság és sokszínűség megszűnt, elmúlt.”
A 2007-es bezárása után az egykori nagy múltú intézmény speciális szakellátási feladatait elsősorban a Nyírő Gyula kórház és az Amerikai úti kórház vette át.
A hatalmas misztikus épületegyüttes műemlék. (Méreteit tekintve az országház után a második legnagyobb.) Bezárása óta őrzik, a szintén kiürített melléképületeivel együtt folyamatosan pusztul.
2014-ben Funk Sándor addiktológus, korábbi főorvos „katasztrofális húzásnak” minősítette a kórház felszámolását.
Az épületkomplexum 2020-ban egy ekkor létrehozott Közép-európai Oktatási Alapítvány vagyonkezelésébe került ingyenesen mint „közfeladat ellátásához szükséges terület”. Az alapítvány közpénzből egy angol nyelvű, fizetős, nemzetközi érettségit adó elit magániskolát tervez létrehozni. Sajtóértesülések szerint a 2024-es árakon több mint 100 milliárdosra becsült költségvetésű kivitelezés várható elkészülése tíz évvel tolódik.

## Galéria

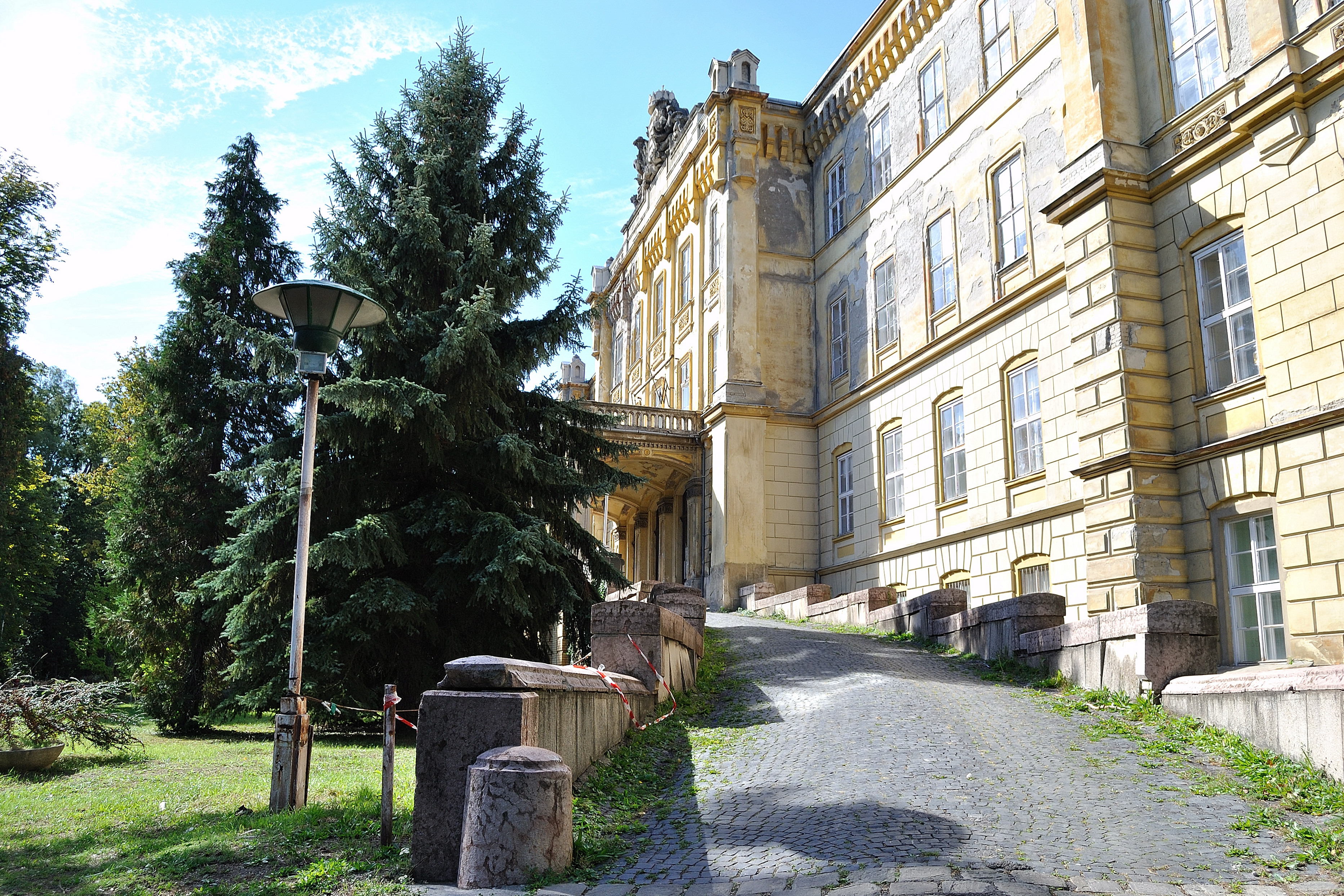
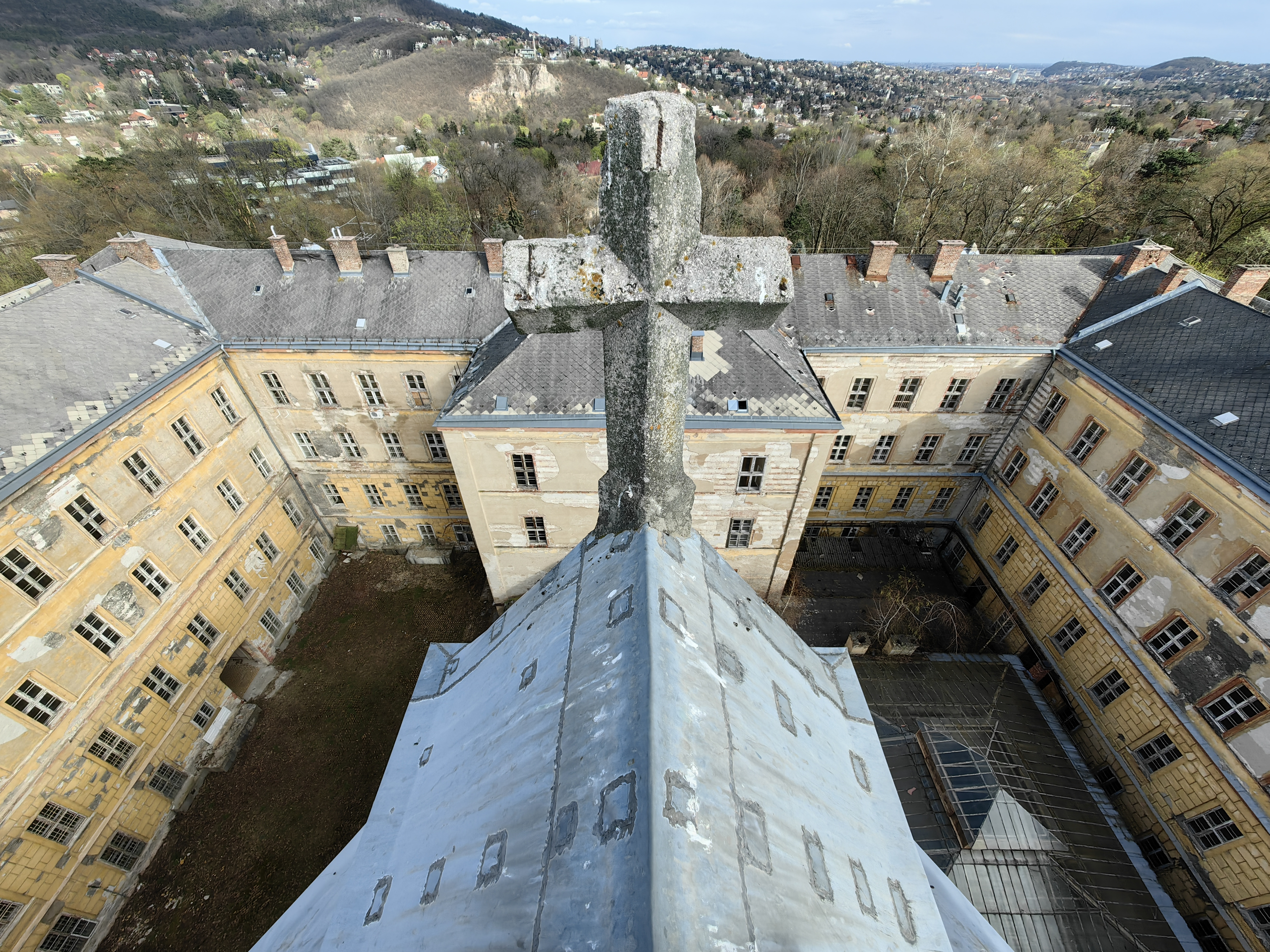
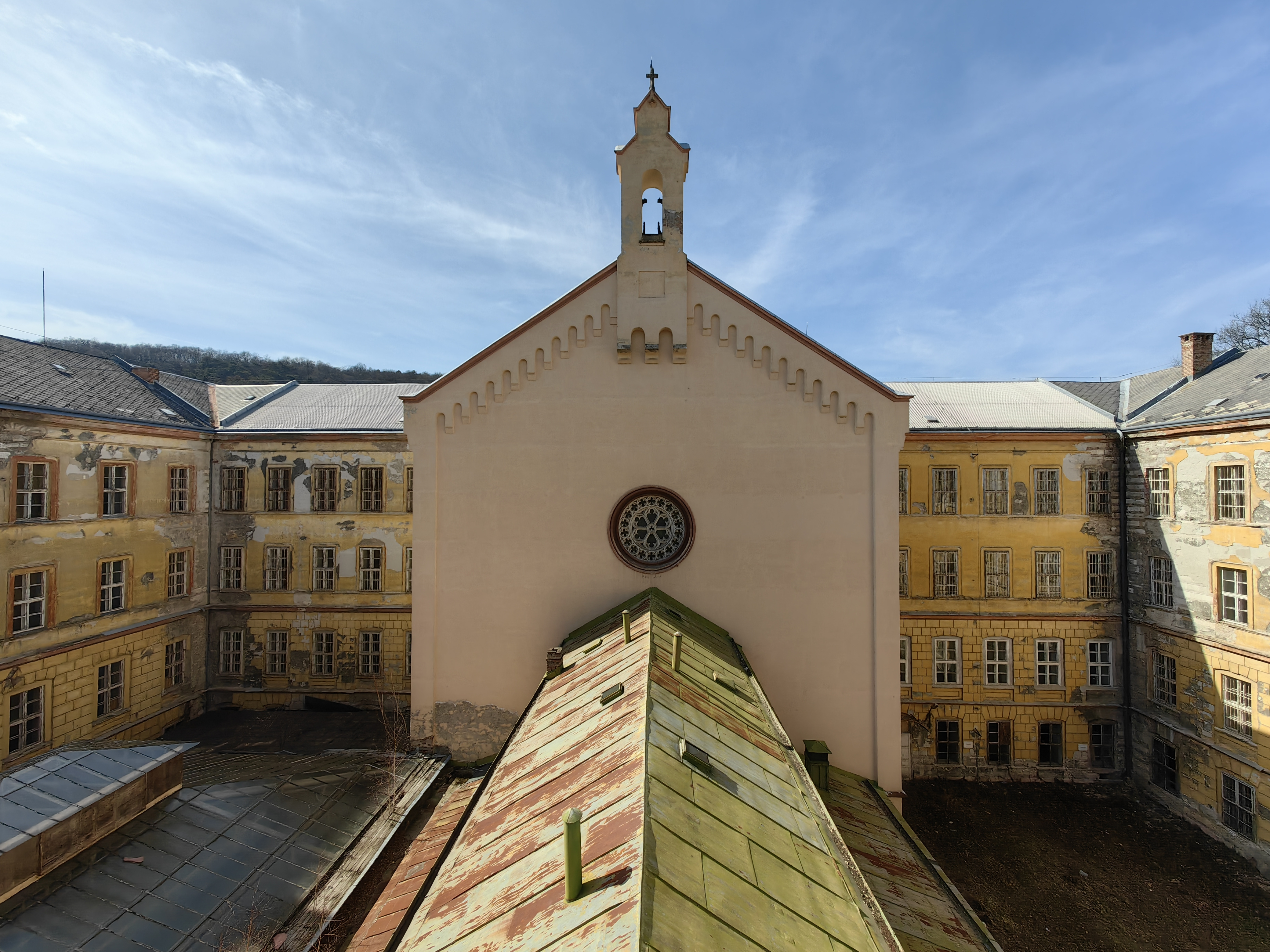
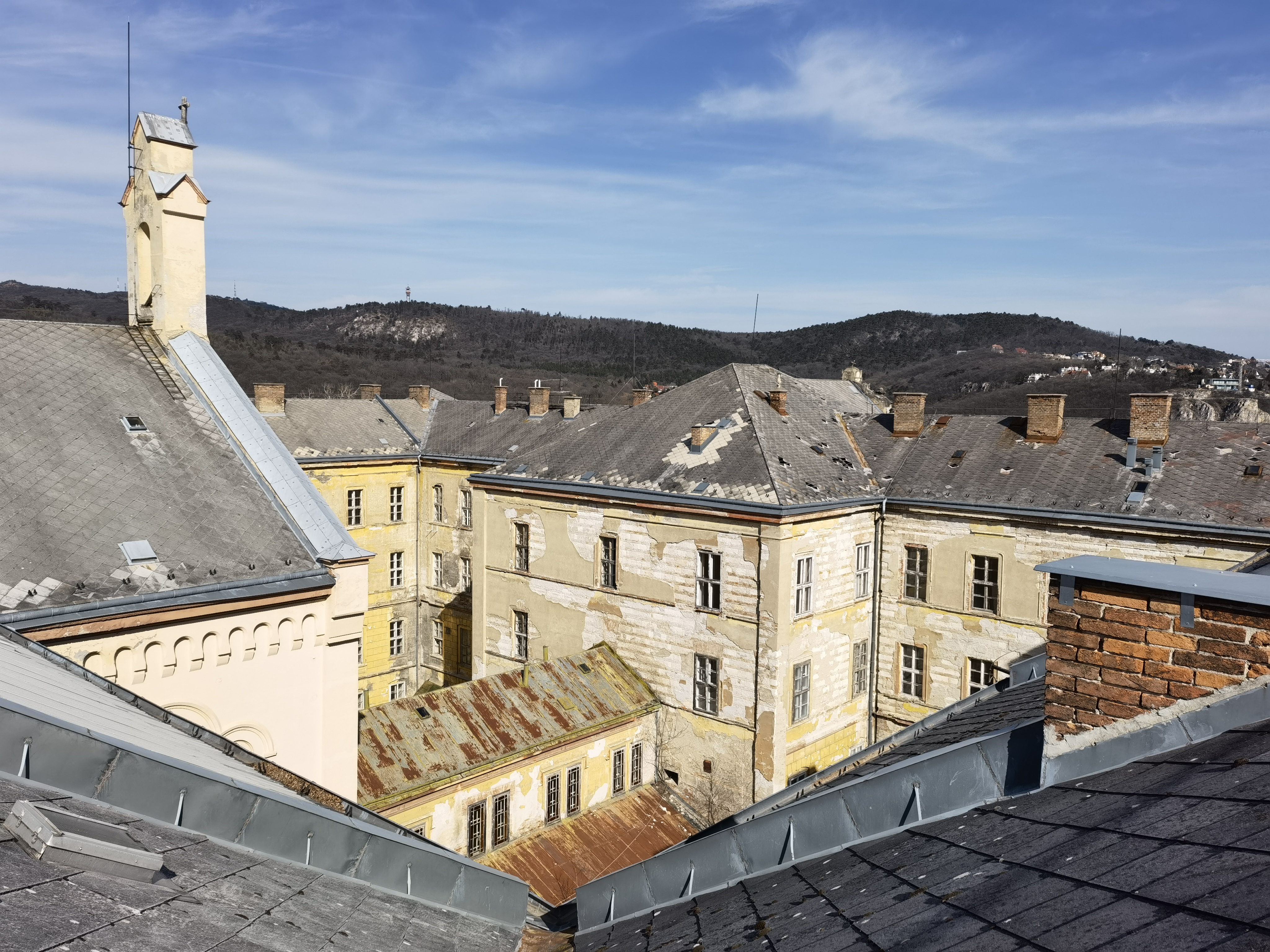
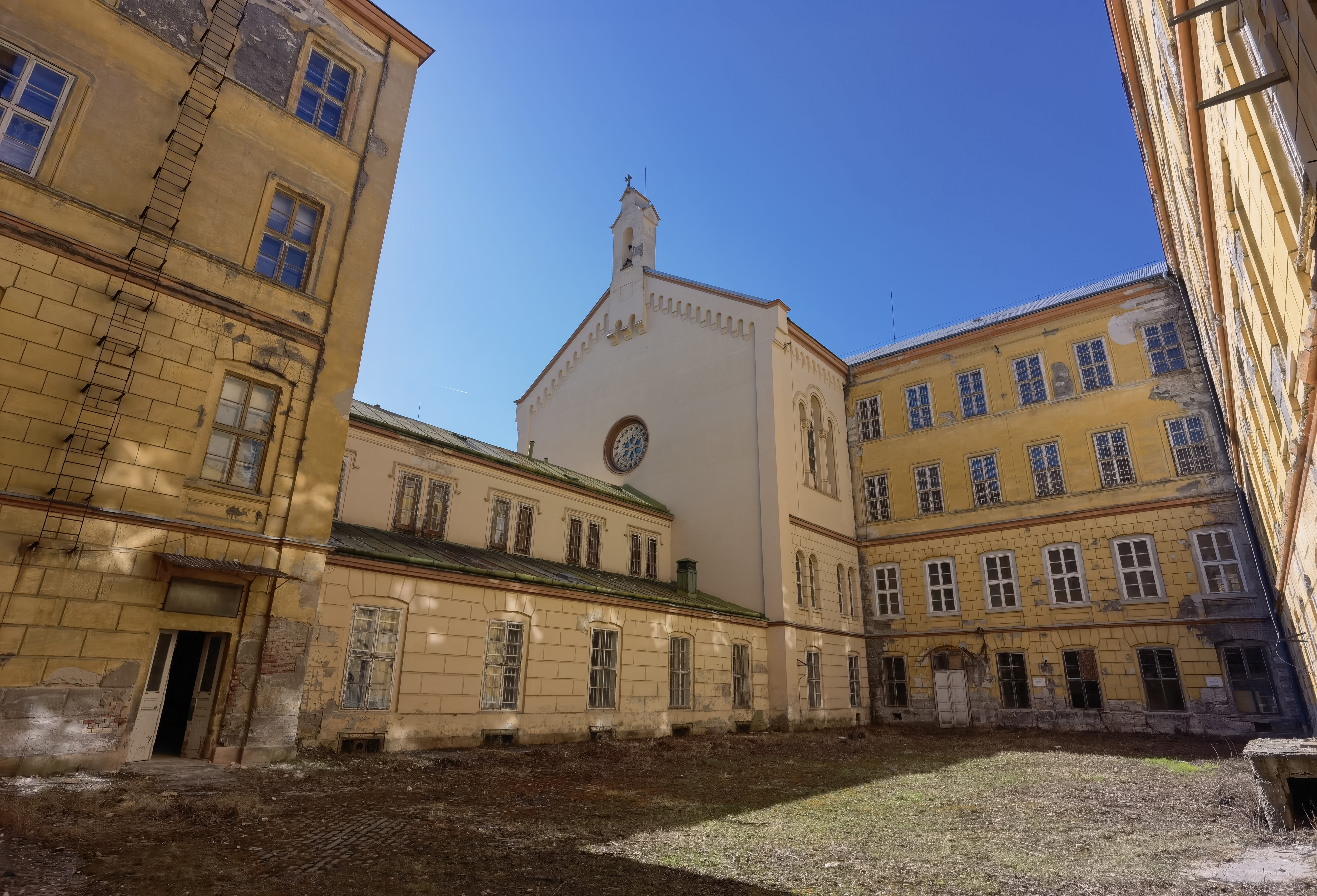
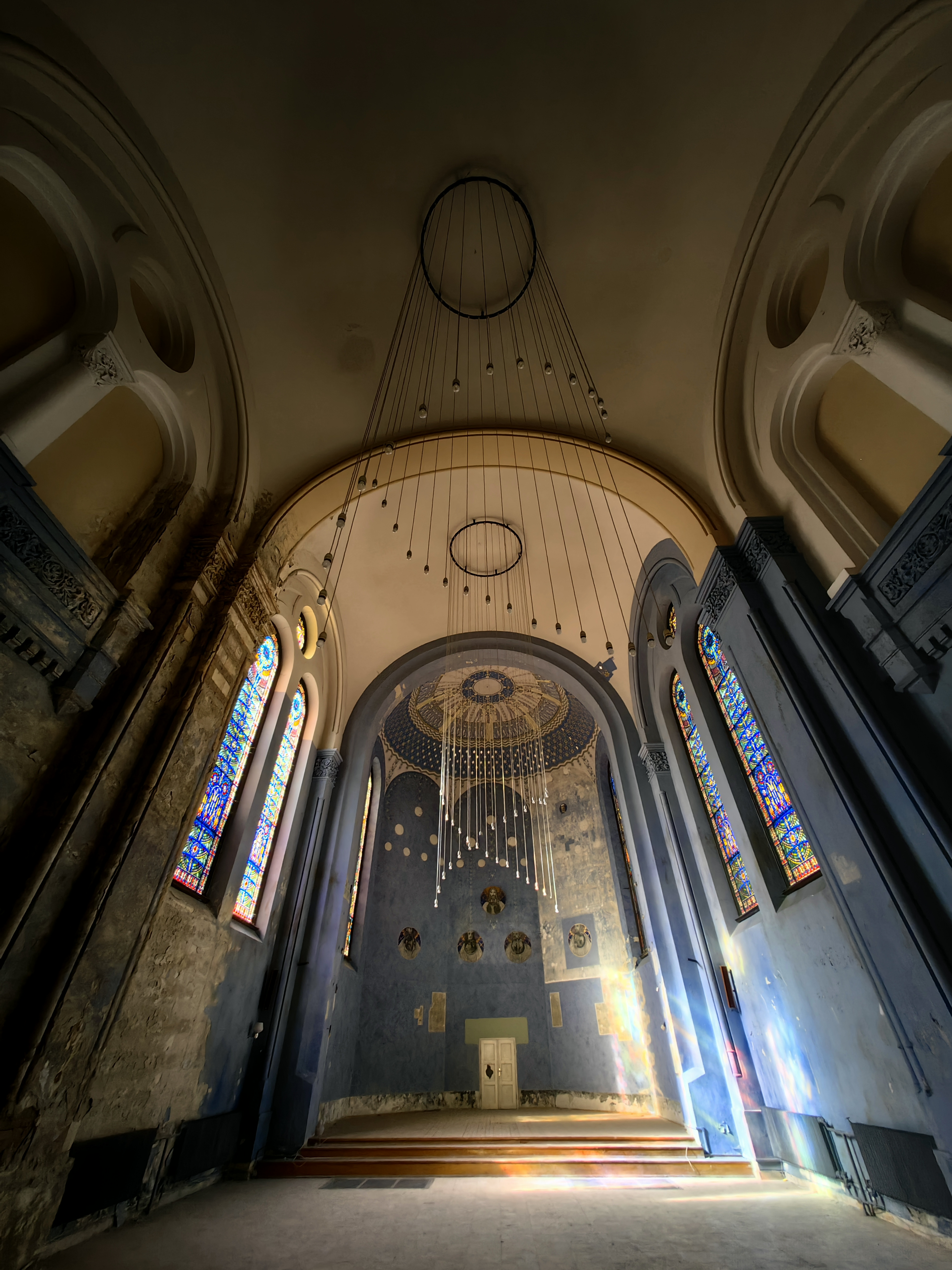
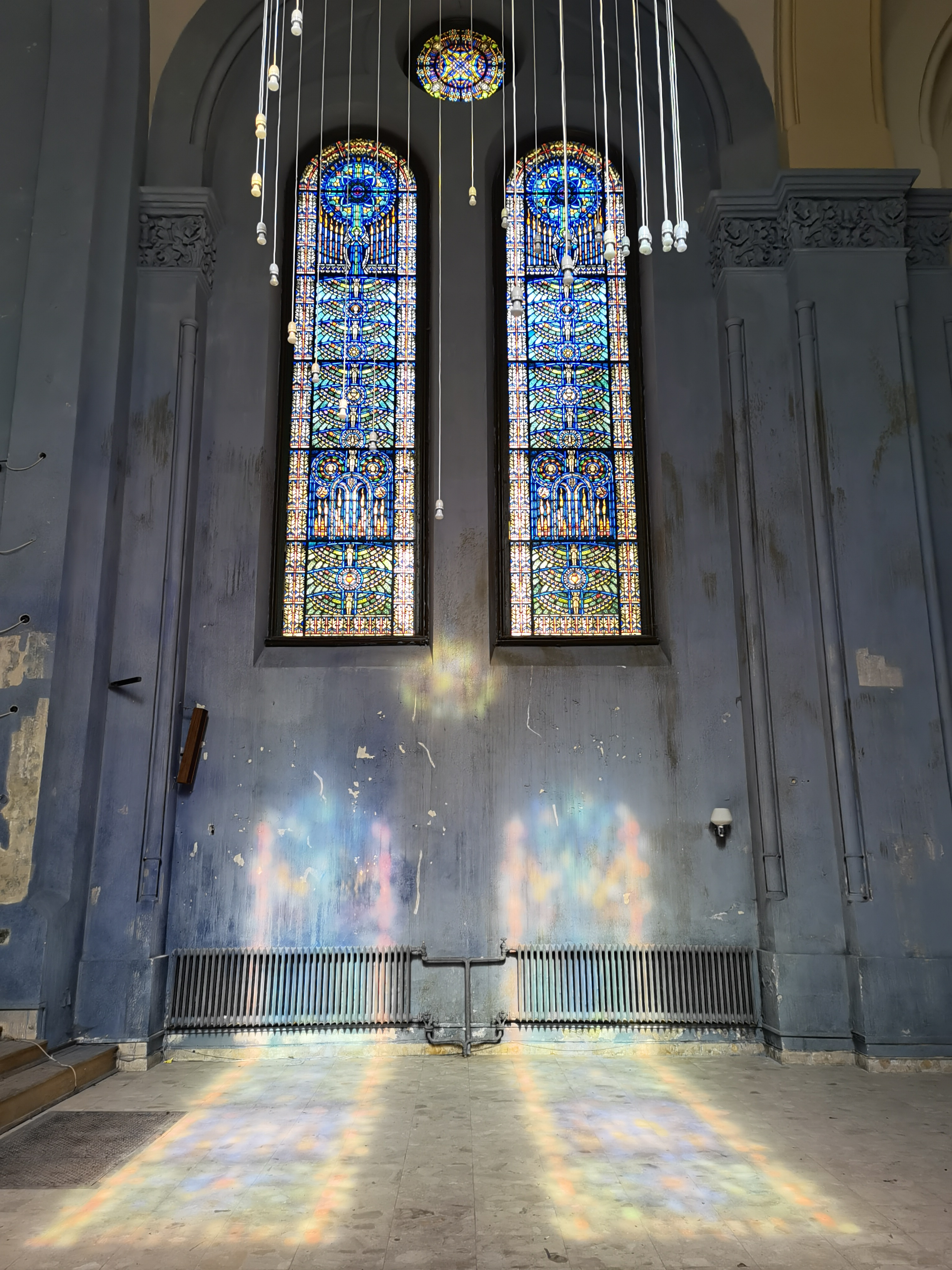
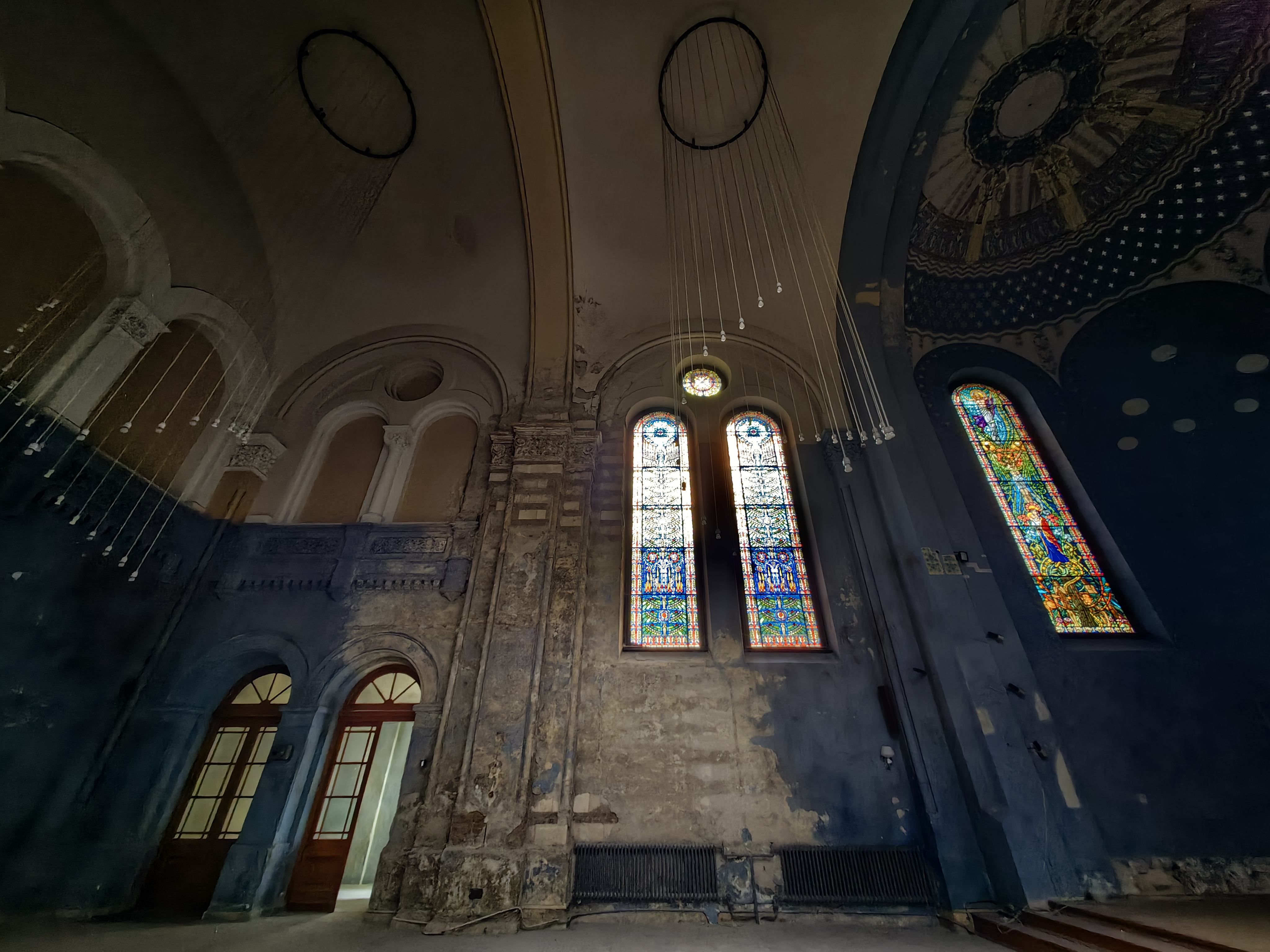
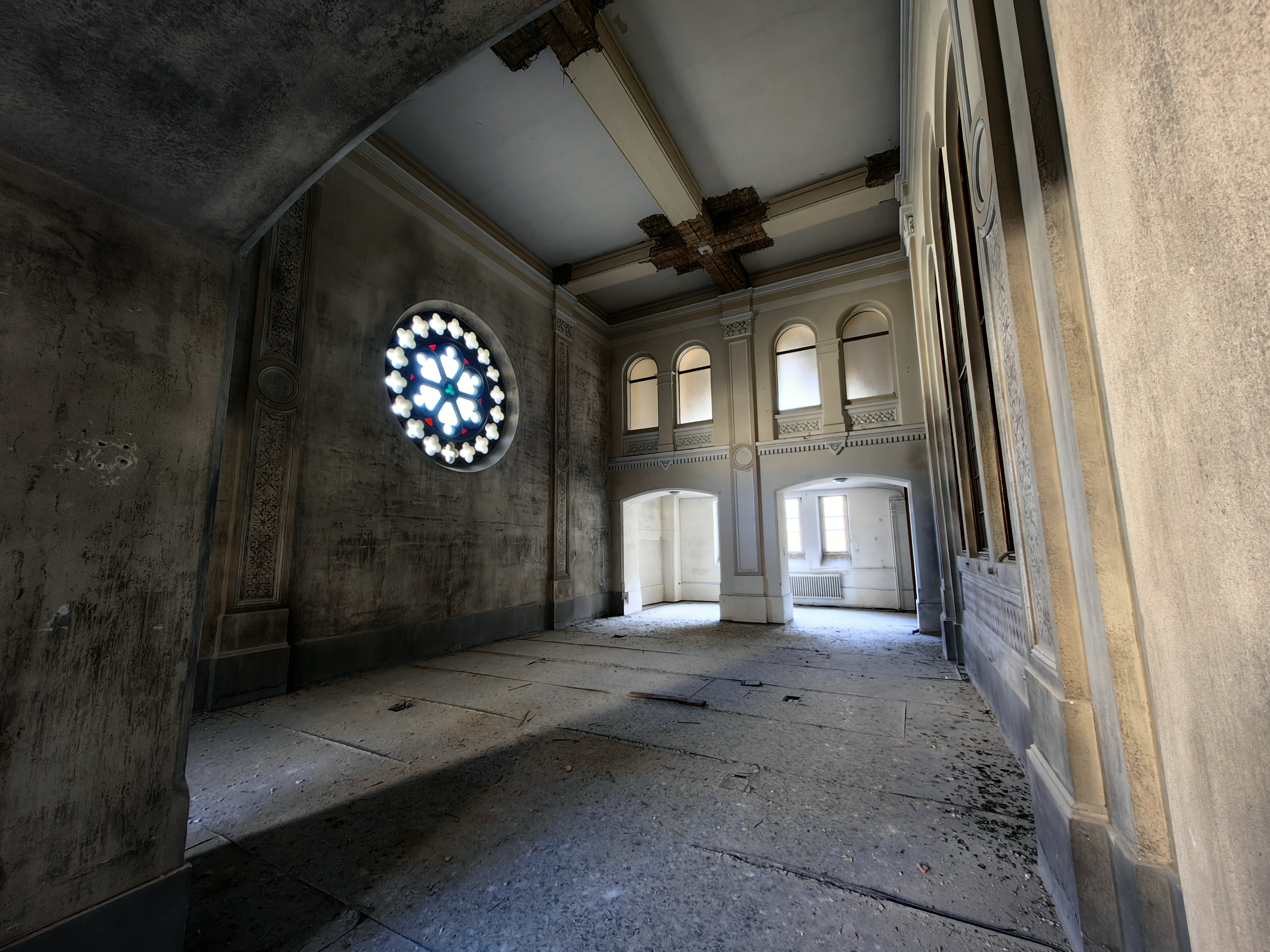
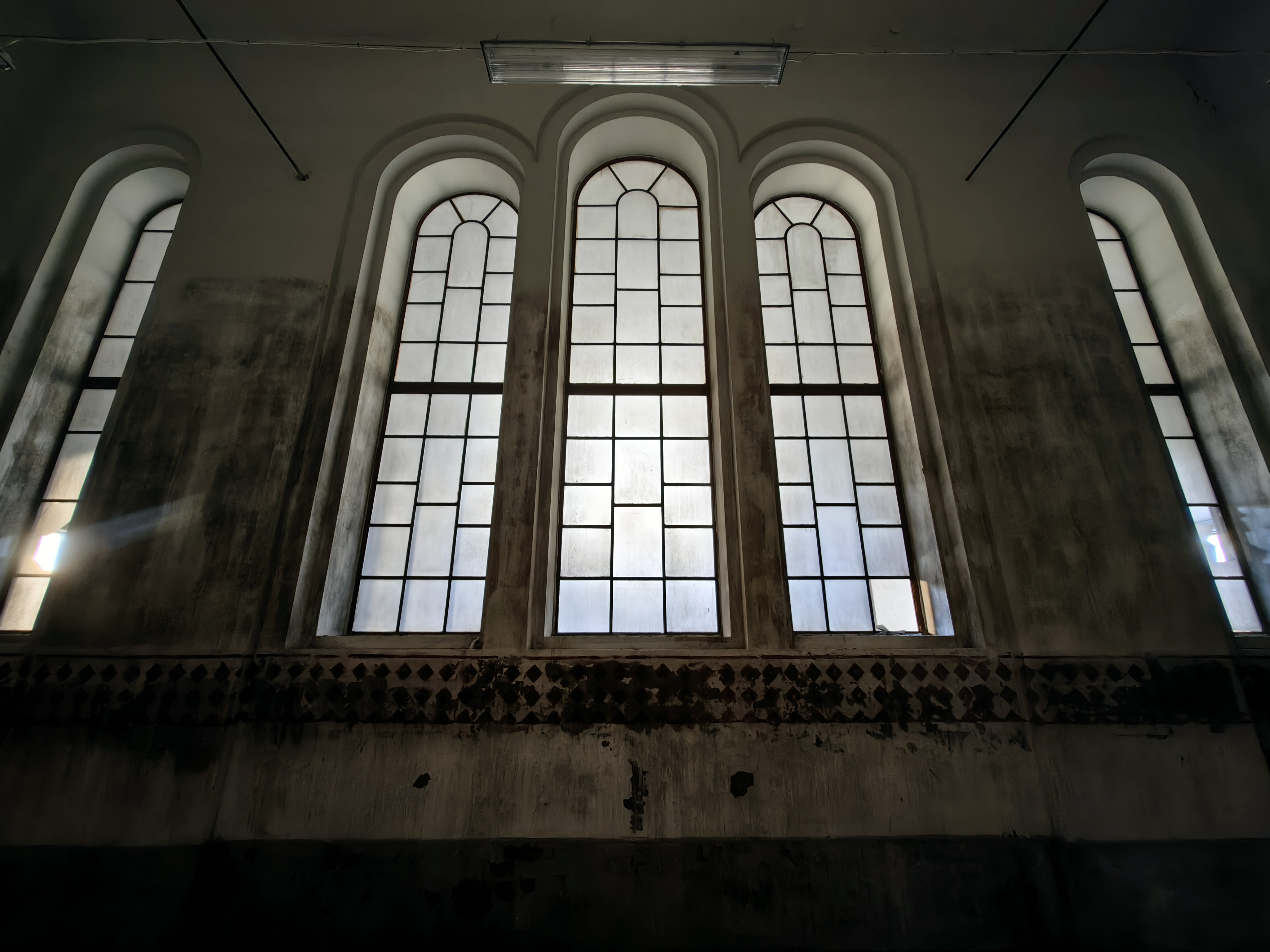
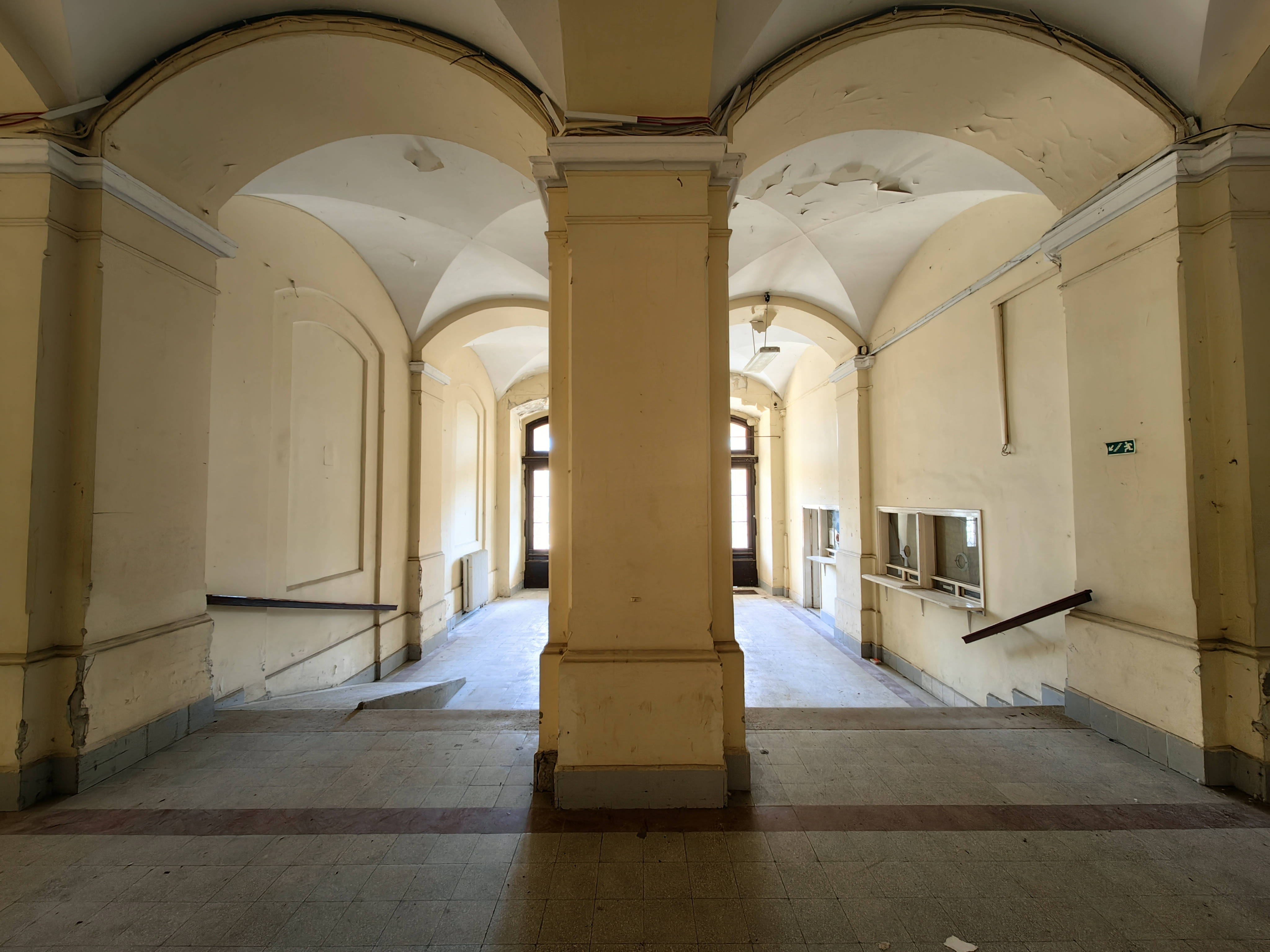
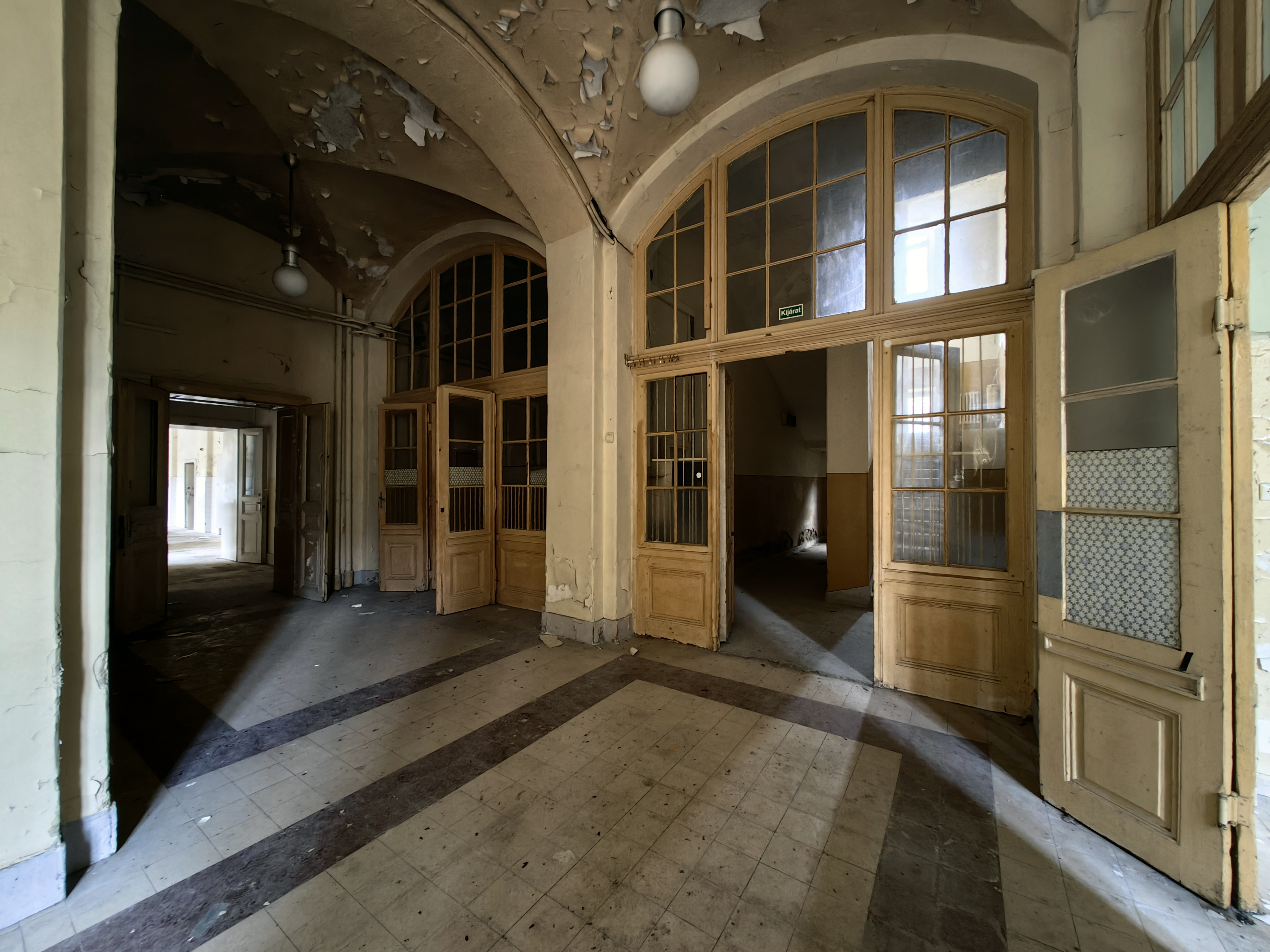
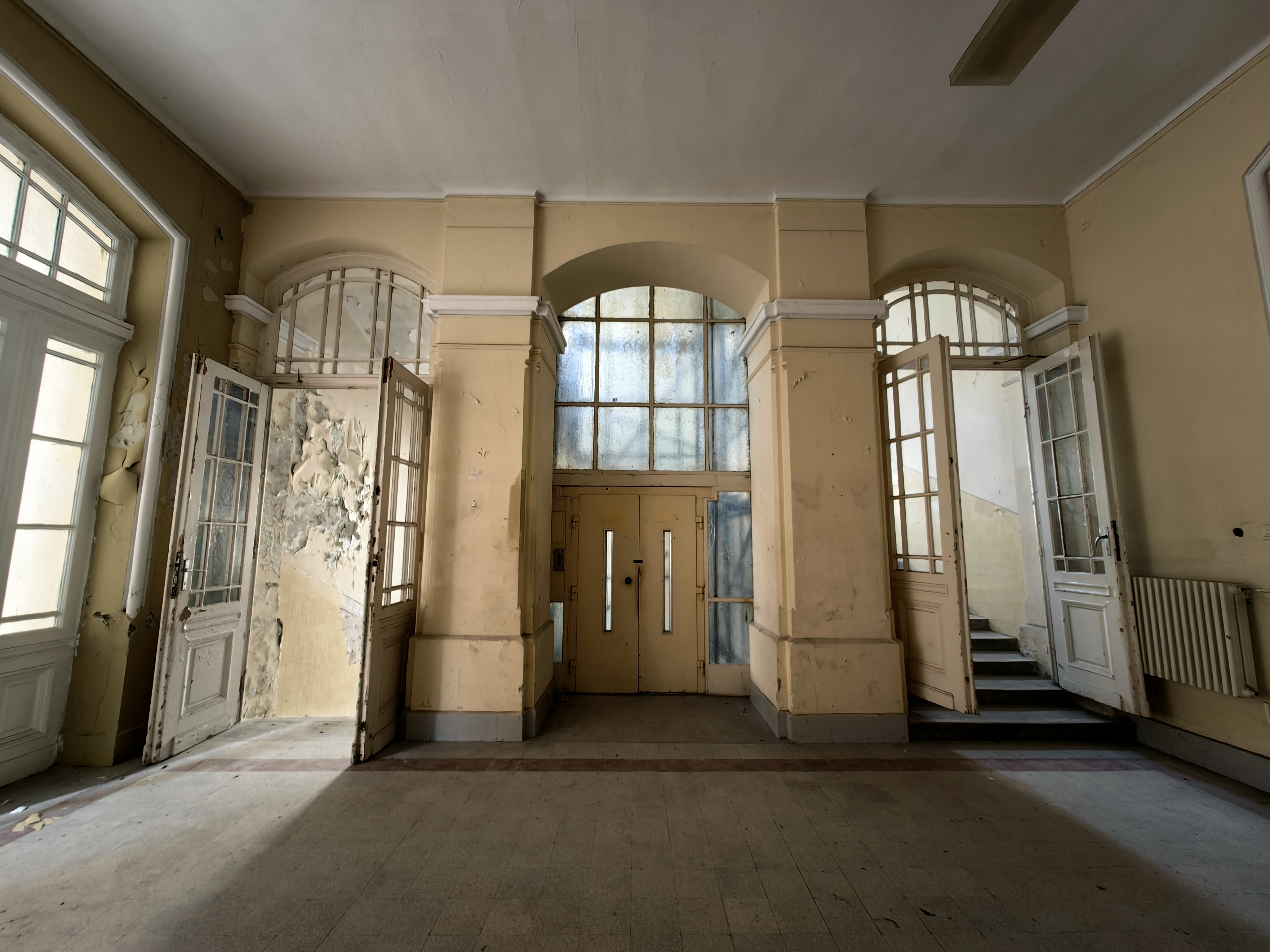
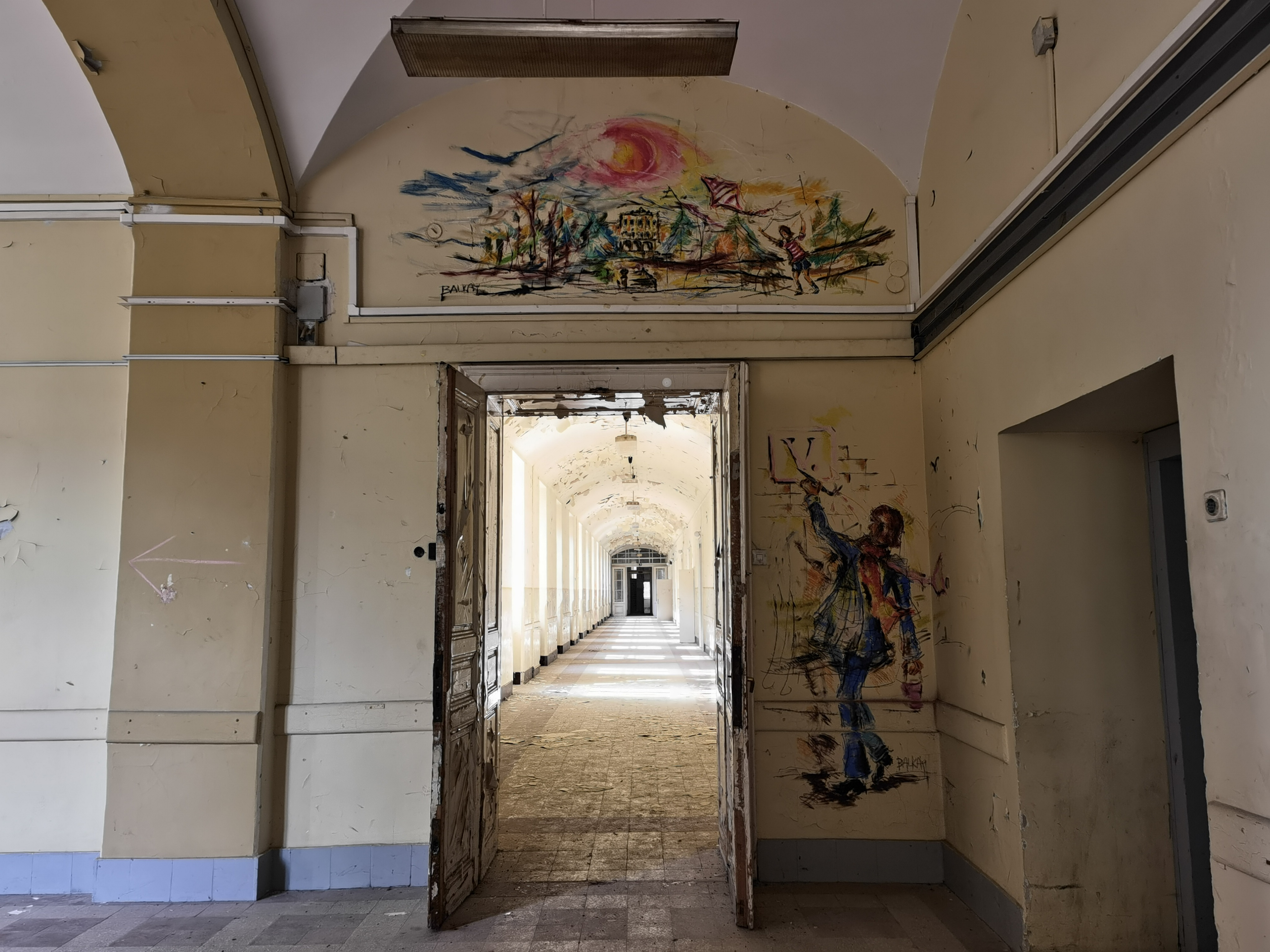
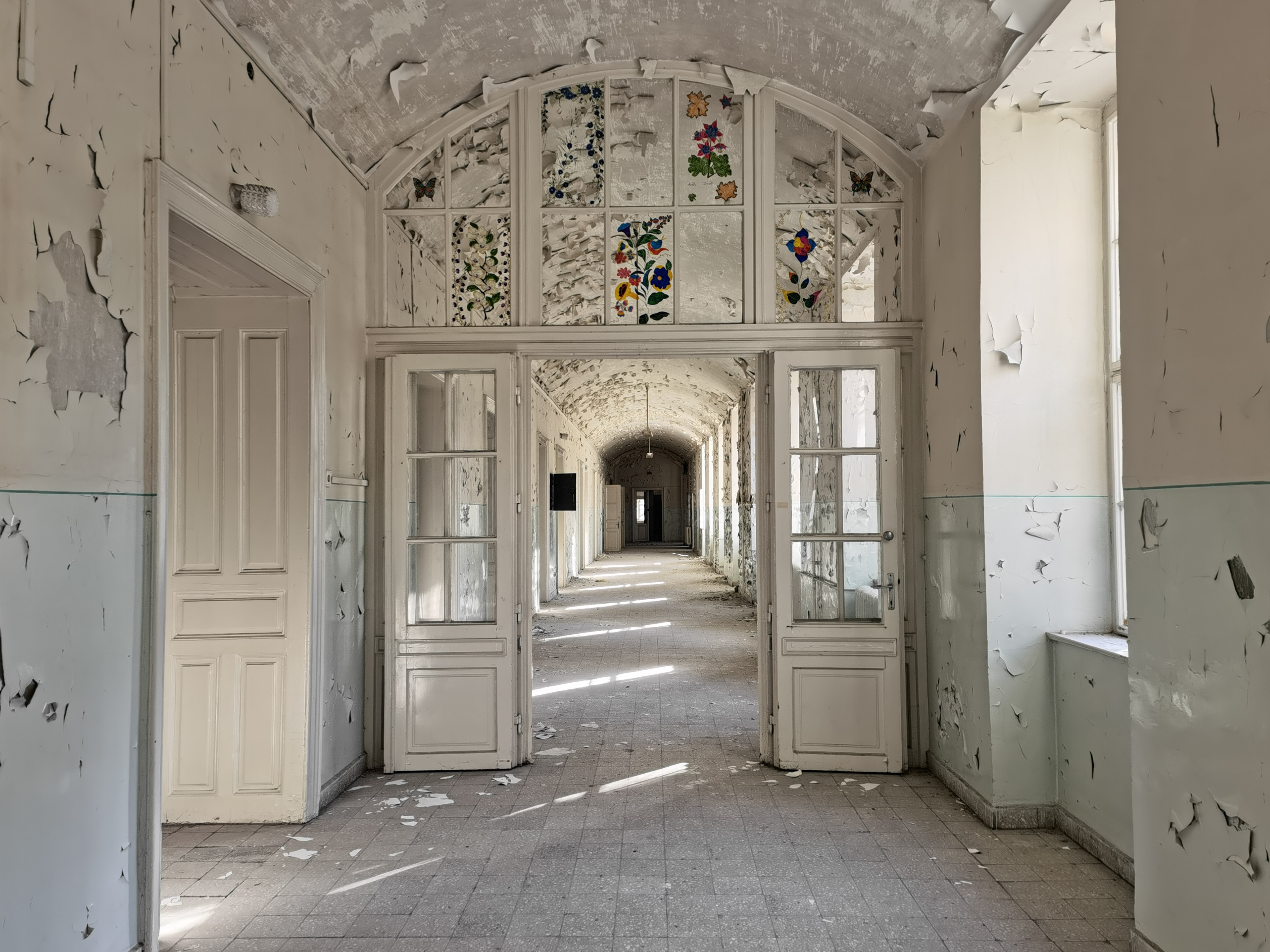
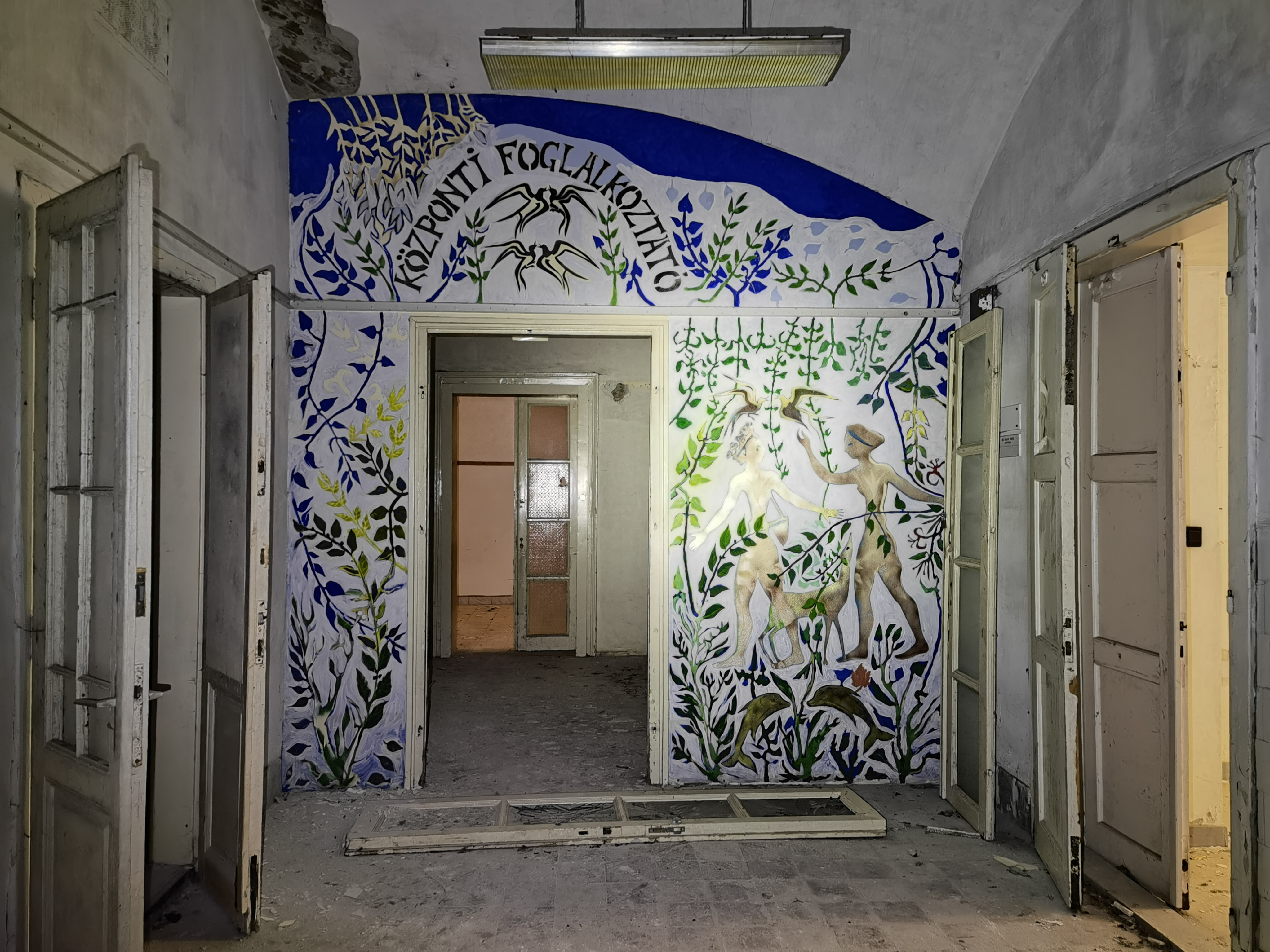
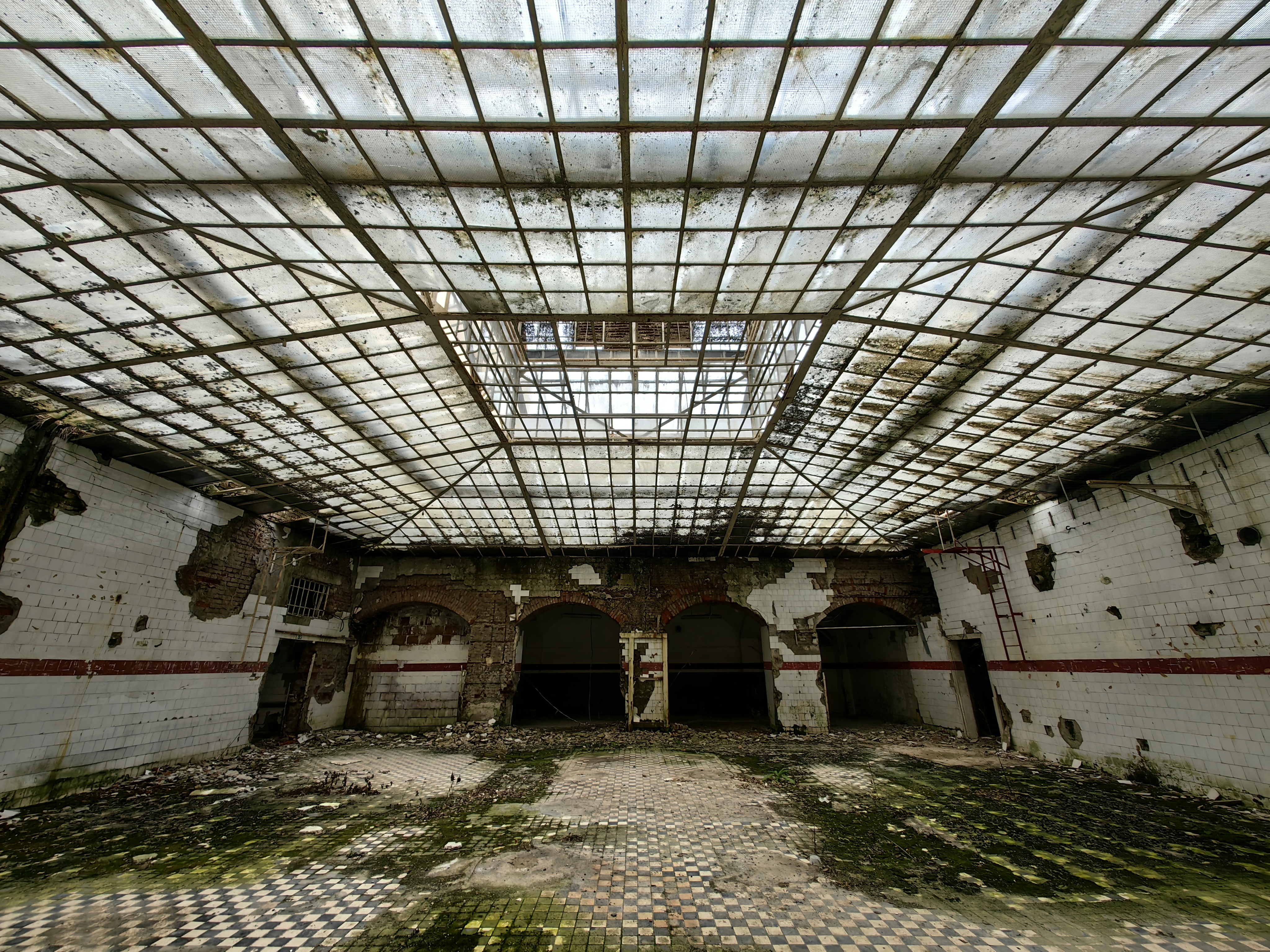
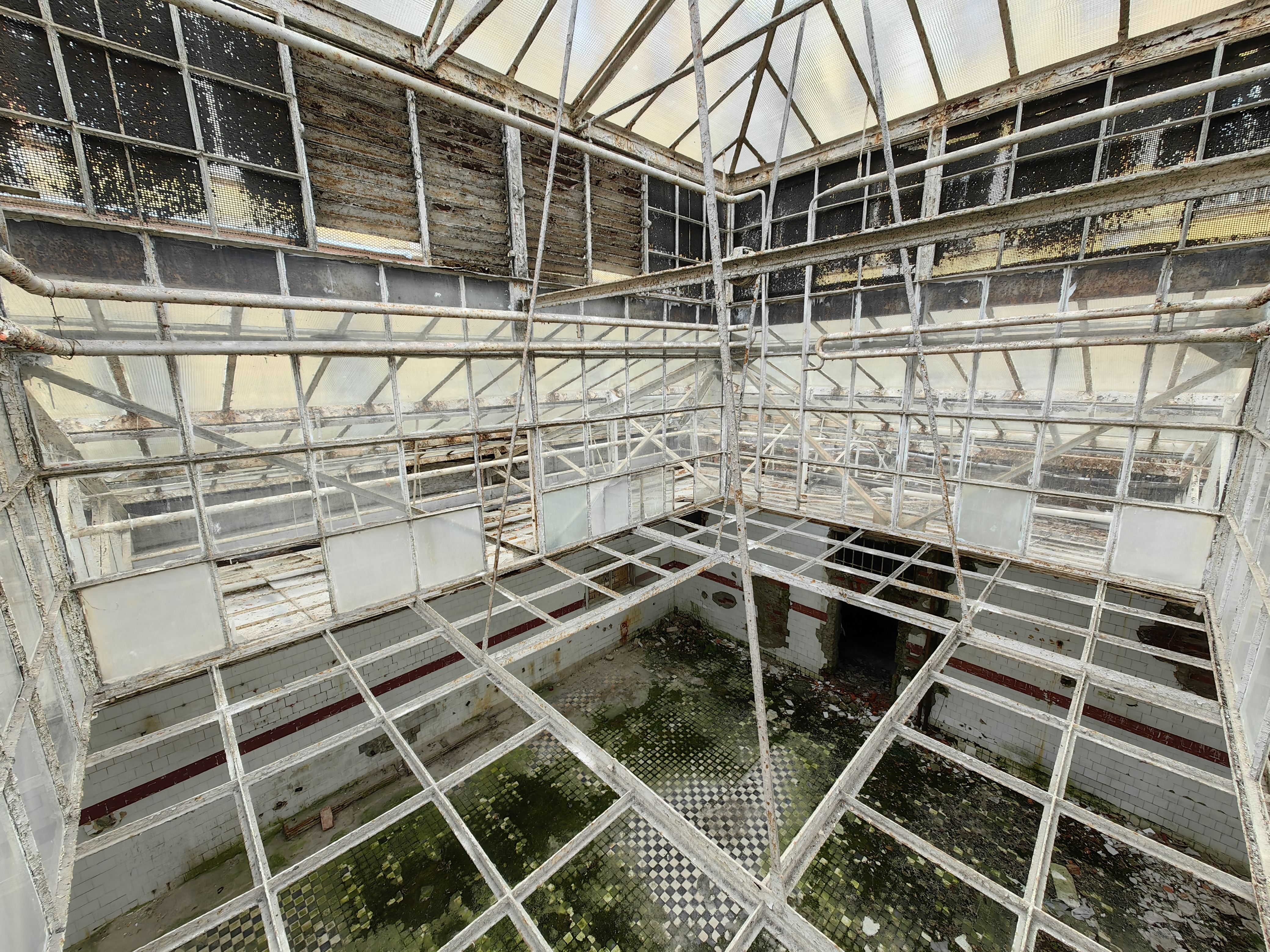
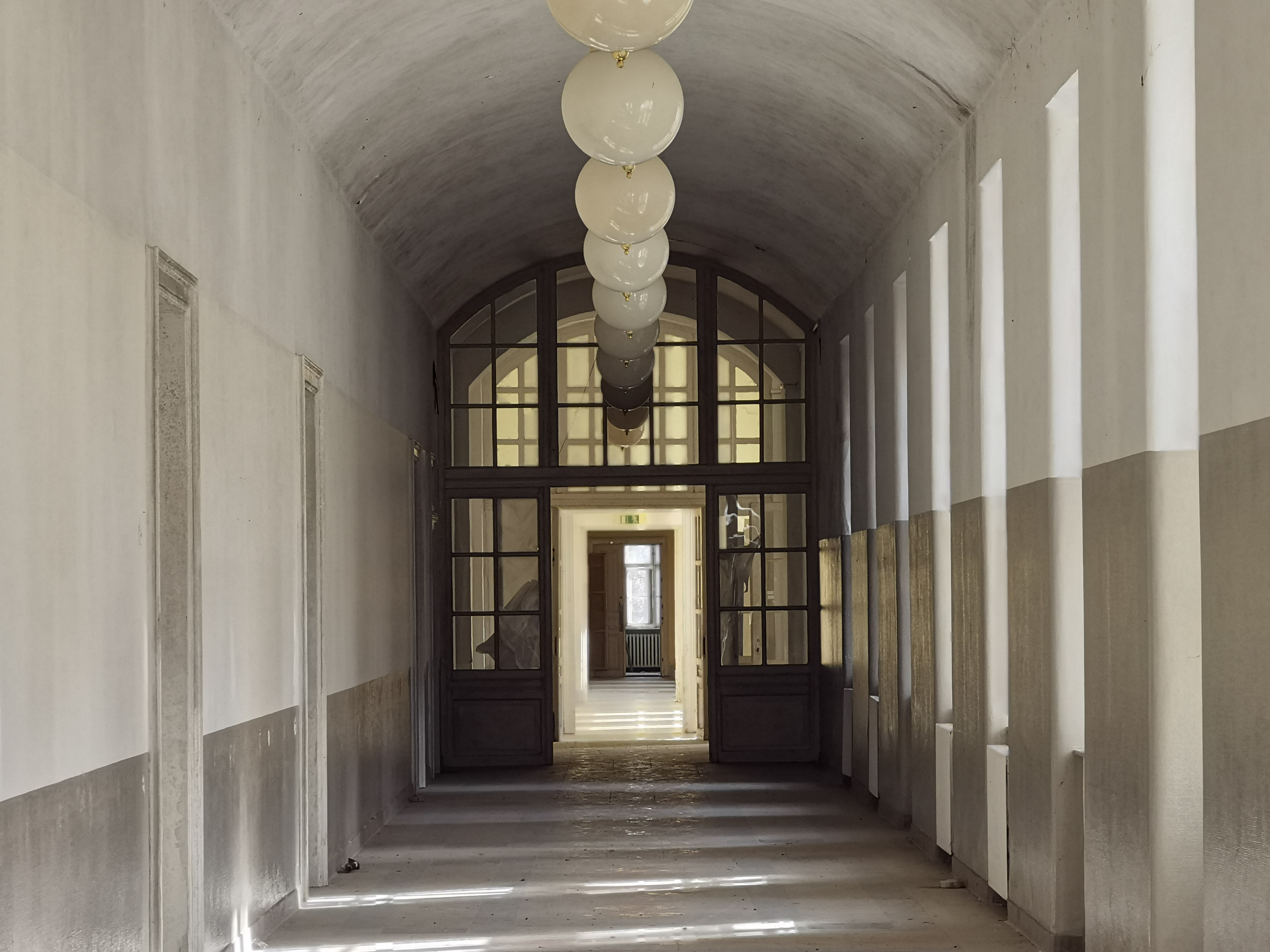
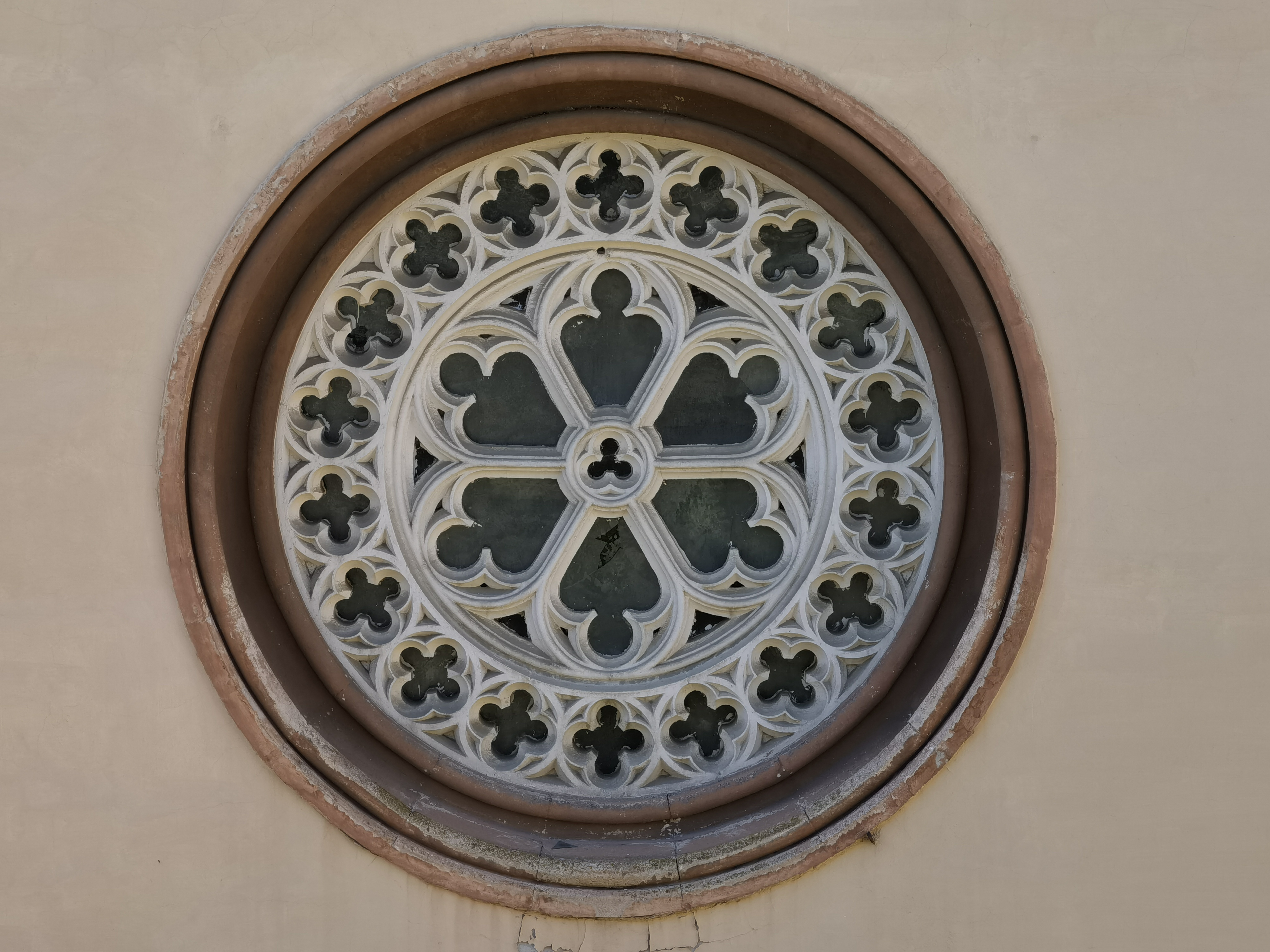
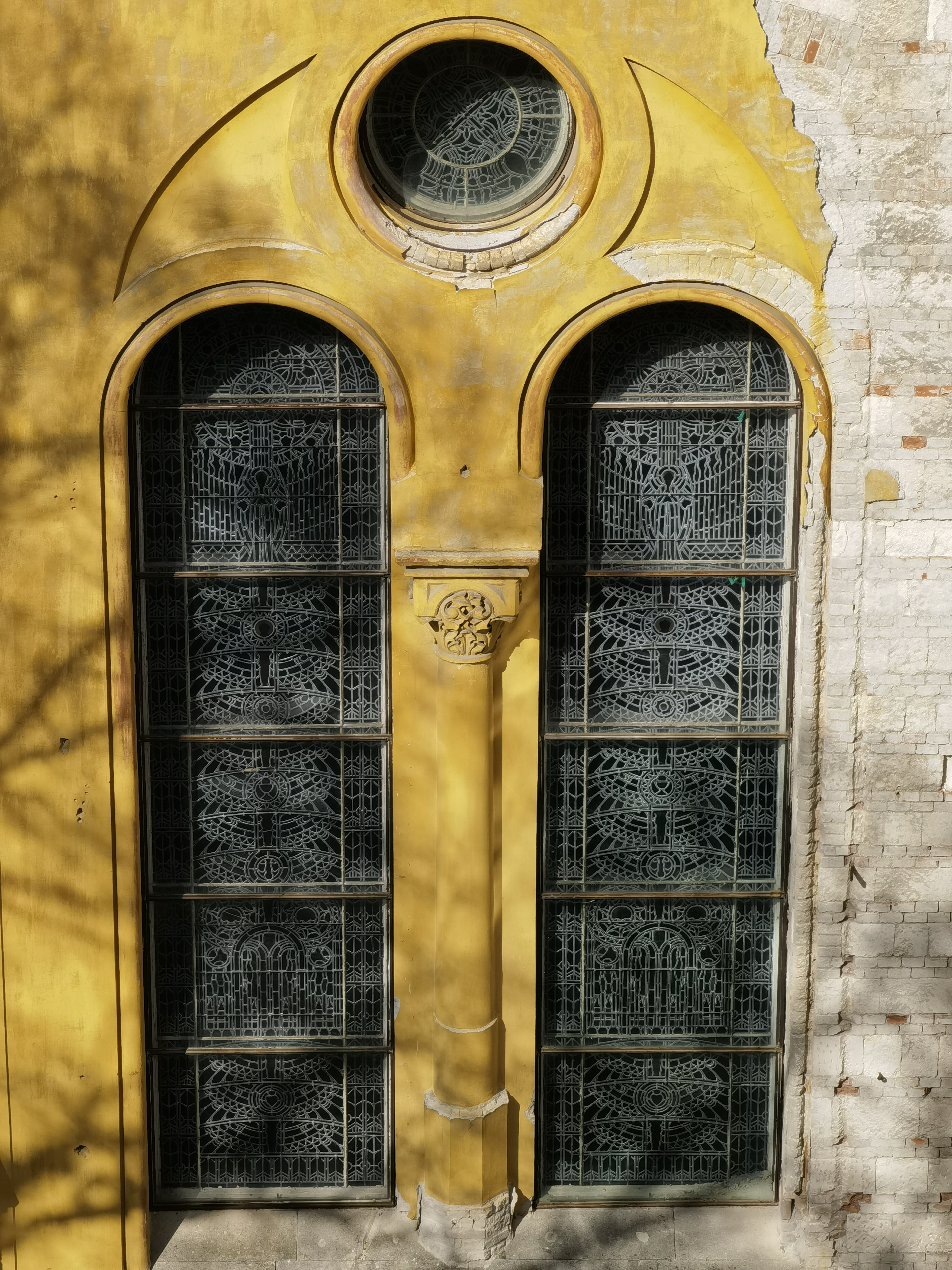
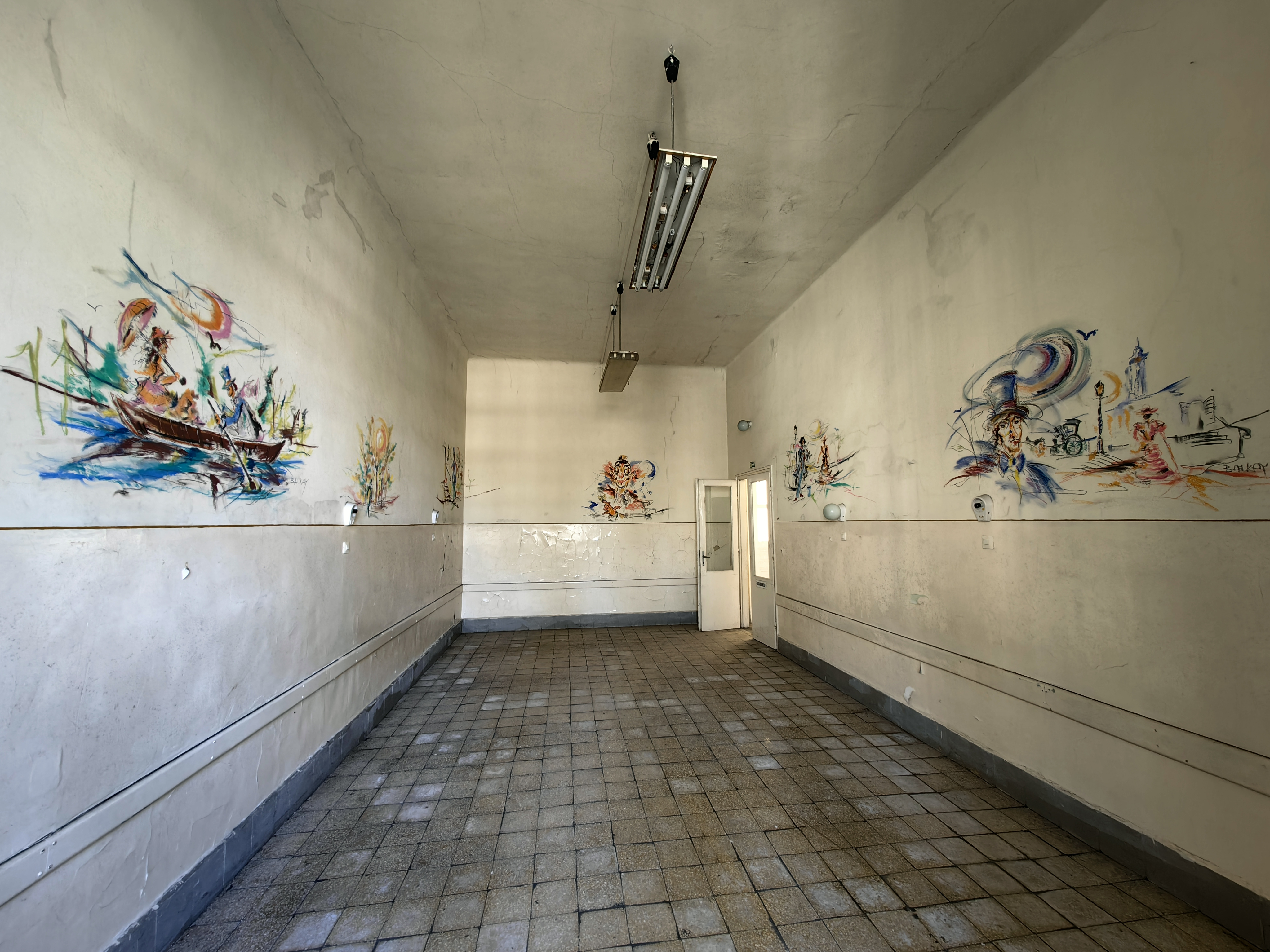
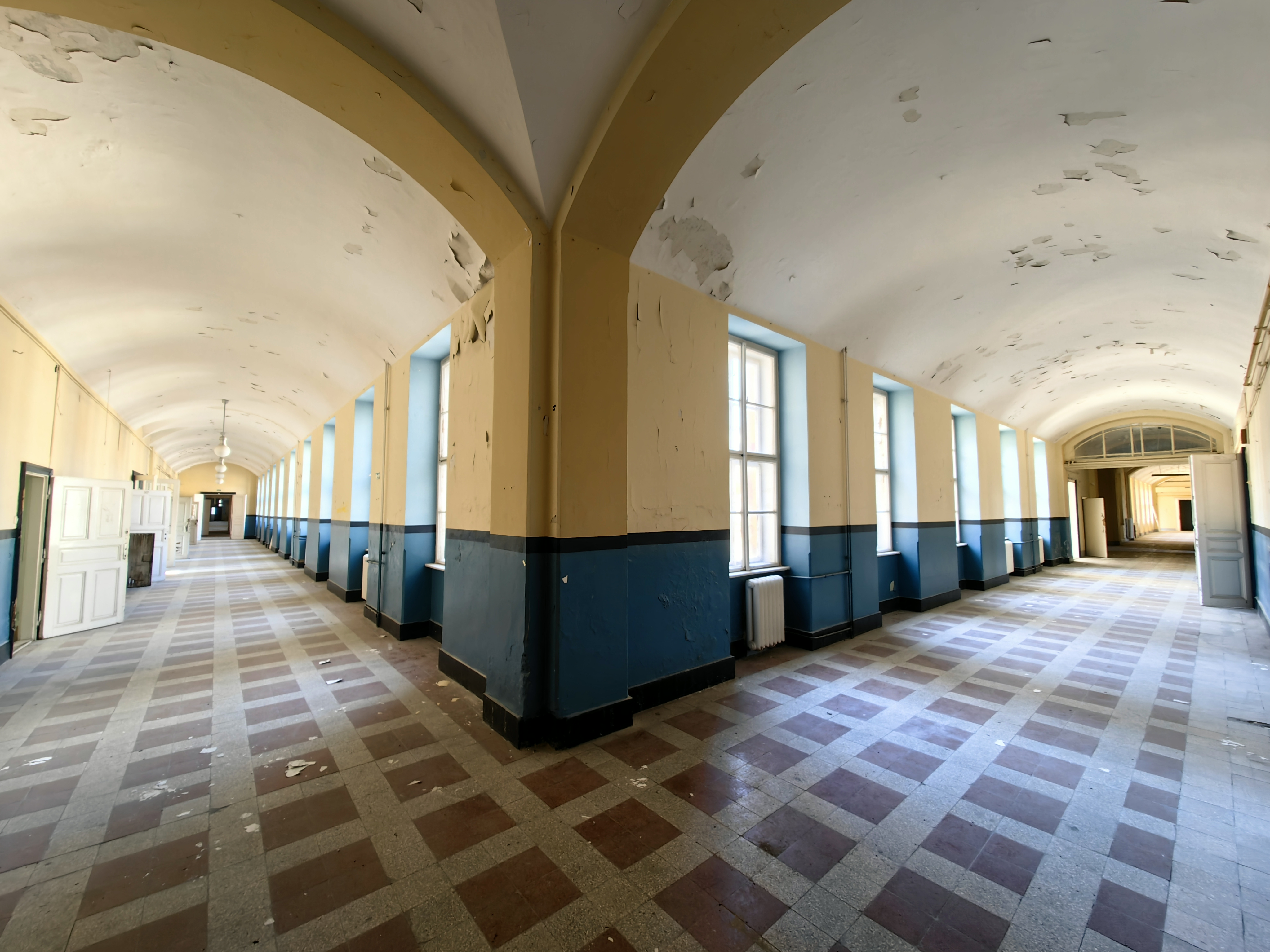
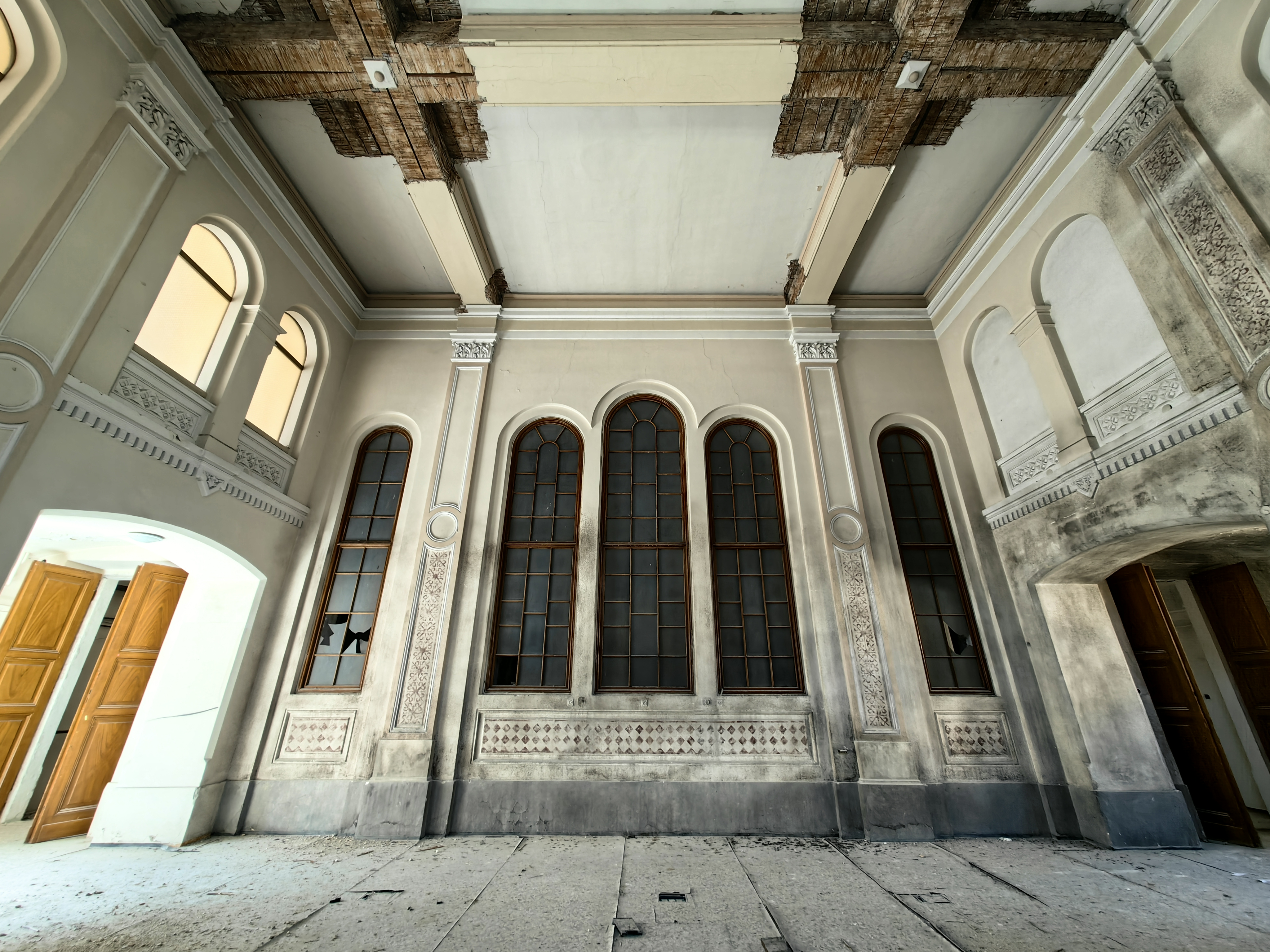
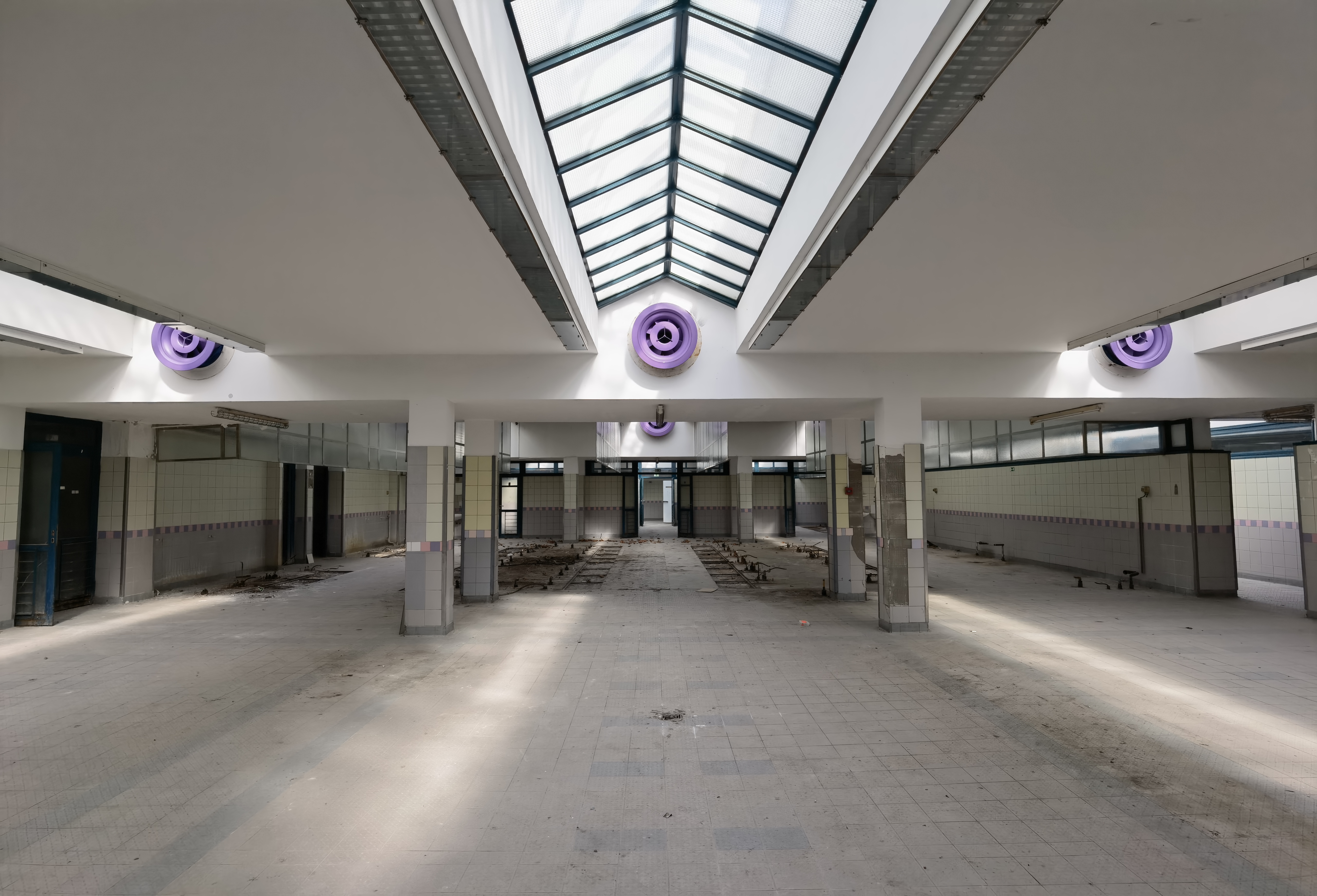
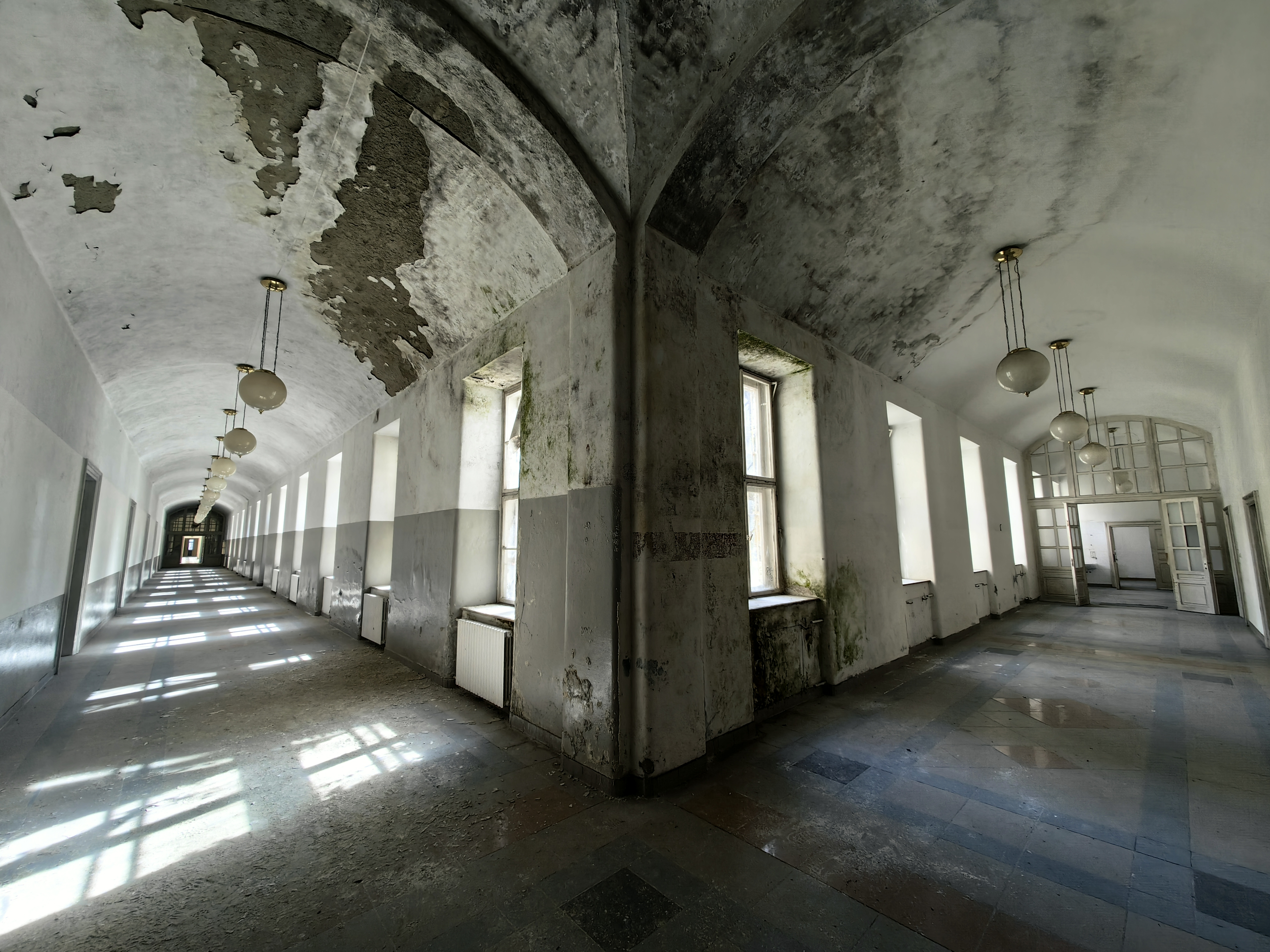

## Igazgató főorvosainak listája
- Schnirch Emil (1868–1884)
- Niedermann Gyula (1884–1899)
- Bolyó Károly (1900–1905)
- Konrád Jenő (1905–1910)
- Oláh Gusztáv (1910–1925)
- Fabinyi Rudolf (1925–1936)
- Zsakó István (1936–1945)
- Stief Sándor (1945–1953)
- Gimesné Hajdú Lili (1953–1957)
- Mária Béla (1957–1972)
- Tariska István (1972–1986)
- Veér András (1986–2002)
- Nagy Zoltán (2002–2007)